# Yoshida Tōshi
Yoshida Tōshi (吉田遠志) est un peintre d'ukiyo-e japonais né le 25 juillet 1911 et mort le 1er juillet 1995. Fils de l'artiste de shin-hanga Yoshida Hiroshi, il est lui-même associé au mouvement sōsaku hanga.

## Biographie
Tōshi nait le 25 septembre 1911 dans une famille établie de peintres d'ukiyo-e. Son père est Yoshida Hiroshi, célèbre dessinateur du mouvement shin-hanga. Paralysé d'une jambe dès son plus jeune âge, il ne peut pas aller à l'école et passe son enfance dans l'atelier de son père. 
La carrière artistique de Yoshida Tōshi est une longue lutte entre la fidélité à l'héritage de son père et l'émancipation. Hiroshi est un spécialiste du paysage ; le fils choisit d'abord les animaux comme sujets de prédilection. Mais à partir de 1930, Tōshi commence à dessiner des paysages, voyageant avec son père en Inde, à Shanghai, Hong Kong, en Malaisie, Birmanie, à Singapour ou Calcutta, et peignant parfois côte à côte avec lui. 
En 1940, Tōshi épouse Katsura Kiso, dont il aura cinq fils.
En 1943, il peint des huiles représentants des ouvriers d'usine et des civils impliqués dans l'effort de guerre. 
En 1950 la mort de son père marque une rupture complète dans son œuvre. Si en 1951, il publie une série de dix-sept paysages destinés aux militaires américains stationnés au Japon et à leurs familles, il abandonne le naturalisme pour réaliser une série de gravures abstraites du genre sōsaku hanga, inspirées de celles de son frère Yoshida Hodaka. Un tournée l'amène en 1953 à travers les États-Unis (il y expose dans 30 musées de 18 États), le Mexique, l'Angleterre et le Proche-Orient. De 1954 à 1973, il produit 300 estampes abstraites.
En 1971, Tōshi retourne à ses premiers sujets, les animaux, et publie Le Colibri et le fuchsia. Jusqu'en 1994 il travaillera presque exclusivement sur les illustrations animalières, peignant les animaux dans leur cadre naturel, souvent en Afrique — un sujet sur lequel il publie à partir de 1984 plusieurs livres d'images pour enfants.